# 弘南鉄道
弘南鉄道株式会社（こうなんてつどう）は、青森県弘前市を中心として弘南線・大鰐線の2つの鉄道路線を運営する日本の鉄道会社である。本社所在地は青森県平川市本町北柳田23番地5号。
かつてはバス事業も行っていたが1941年に分社化し、現在は鉄道事業のみを行っている。大鰐線は弘前電気鉄道として開業した路線で、1970年に譲渡を受けて弘南鉄道の路線となった。また、特定地方交通線に指定された旧国鉄黒石線を1984年に継承したが、1998年に廃止した。

## 歴史
特に標記のない場合は弘南鉄道を指す。
- 1926年（大正15年）
  - 2月18日 - 鉄道免許状下付（中津軽郡和徳村-南津軽郡尾上村間）[3]。
  - 3月27日 - 弘南鉄道を設立[4]。
  - 12月8日 - この日付けで、鉄道大臣の工事認可がおりる[5]。
- 1927年（昭和2年）9月7日 - 弘前駅 - 津軽尾上駅間を開業[6]。当時は1日6往復のみの運行だった[5]。
- 1931年（昭和6年）6月24日 - バス事業に参入。
- 1941年（昭和16年）4月17日 - バス部門を弘前乗合自動車（弘南バスの前身）に分社。
- 1948年（昭和23年）7月1日 - 全線電化（直流600ボルト）。
- 1949年（昭和24年）7月25日 - 弘前電気鉄道設立。
- 1950年（昭和25年）7月1日 - 津軽尾上駅 - 弘南黒石駅（現在の黒石駅）間が開業し全通。
- 1952年（昭和27年）1月26日 - 弘前電気鉄道が大鰐駅 - 中央弘前駅間を開業。
- 1954年（昭和29年）4月1日 - 全線750ボルトに昇圧。
- 1961年（昭和36年）9月1日 - 全線1500ボルトに昇圧。
- 1970年（昭和45年）10月1日 - 弘前電気鉄道が経営権を弘南鉄道に譲渡。大鰐 - 中央弘前間を大鰐線とする。
- 1984年（昭和59年）11月1日 - 国鉄黒石線川部駅 - 黒石駅間を譲り受け、黒石線として開業（非電化）[7]。
- 1998年（平成10年）4月1日 - 黒石線廃止[7]。
- 2008年（平成20年） - 公式サイト開設。
- 2009年（平成21年）8月1日 - 大人同伴の小学生以下の子供は無料となる土休日の子供運賃特別割引開始。
- 2017年（平成29年） - 水間鉄道とコラボレーションを実施。5月14日より大鰐線で水間鉄道7000系タイプ車両を運行開始[8][9]。
- 2019年（平成31年）4月14日 - 大鰐線中央弘前駅 - 弘高下駅間で上り列車が脱線する事故が発生（弘南鉄道大鰐線脱線事故）。負傷者なし。運輸安全委員会による調査の結果、枕木の老朽化による軌間の拡大が原因とされた[10]。運輸安全委員会はわたらせ渓谷鐵道わたらせ渓谷線などで同種の事故が複数発生していたことから2018年6月28日に意見書を提出しており、これを受けて同年7月9日に東北運輸局が指導を行っていたが、弘南鉄道は事故発生まで具体的な対応を取らなかった。事故後、弘南鉄道は大鰐線の急曲線区間について一定割合がPC枕木となるように交換することとした。
- 2023年（令和5年）
  - 3月31日 - 2009年8月から実施してきた「土休日の子供運賃特別割引」が終了[11]。
  - 8月6日 - 大鰐線大鰐駅 - 宿川原駅間で下り列車が脱線する事故が発生[12][13]。弘南鉄道は、事故原因を「車輪との摩擦で生じたレールの摩耗」の可能性があると発表した。
  - 8月23日 - 大鰐線の復旧作業が終わり、始発から運転再開。ただし、当面は事故区間を含む急カーブ区間は、国の運輸安全委員会の調査結果が出るまで、時速25キロ以下で徐行する措置を採る[14]。
  - 9月25日 - 弘南線黒石駅 - 境松駅間および大鰐線中央弘前駅 - 弘高下駅間で、レールに異常が見つかり、同日昼前から、弘南線・大鰐線とも全線運休となる[15][16]。
  - 11月7日 - 弘南線が全線で運転再開[17]。
  - 12月8日 - 大鰐線が全線で運転再開[18]。
- 2024年（令和6年）
  - 1月23日 - 前年8月の大鰐線脱線事故と、その後発覚したレール異常事案について、国土交通省東北運輸局は、弘南鉄道に対し、改善措置を命じた[19]。
  - 2月22日 - 前月の国土交通省東北運輸局の改善措置命令により、改善措置状況報告書を提出した[20]。
  - 3月22日 - JR東日本との間で、保線分野における技術支援に関する協定を締結。技術支援を仰ぐ[21]。
  - 11月27日 - 大鰐線全線を2027年度末（2028年3月）を以って休止（事実上廃止）することを発表[22]。

## 路線

路線図

### 現有路線
- 弘南線（弘前駅 - 黒石駅 16.8 km）
- 大鰐線（大鰐駅 - 中央弘前駅 13.9 km）

全線が直流電化（1,500 V架空電車線方式）であるが、2012年の十和田観光電鉄線廃止以降、青森県および北東北の鉄道路線で直流電化されているのはこの2路線のみである。

### 廃止路線
- 黒石線（川部駅 - 黒石駅 6.2 km、1998年廃止）

旧国鉄黒石線を継承した路線で、非電化であった。

## 車両
観光鉄道を除く日本の普通鉄道の事業者では、道南いさりび鉄道と当社のみが冷房車を保有していない（2025年現在）。使用する旅客車両は18 m車である。1995年から2008年までは元南海電気鉄道の21 m車も在籍していた。

### 電車
- 7000系（弘南線・大鰐線） - 元東急7000系

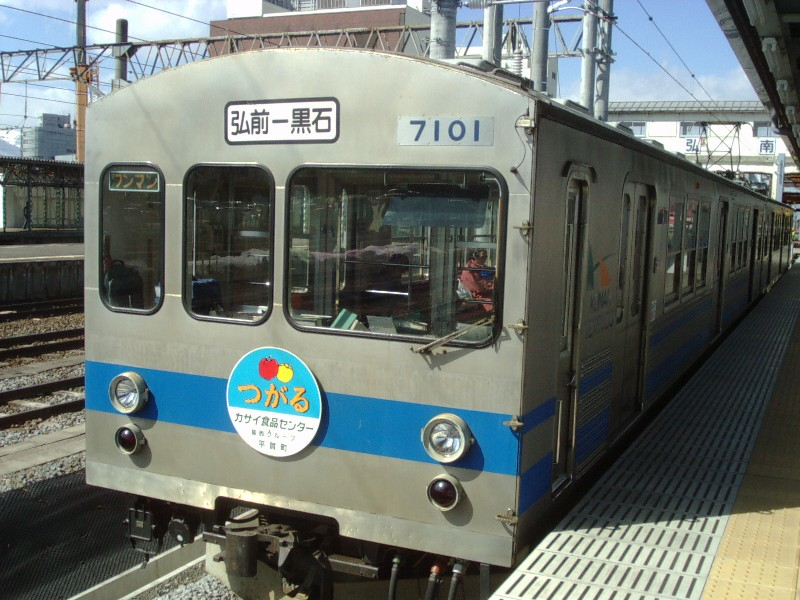
弘南線7000系 （2004年撮影）
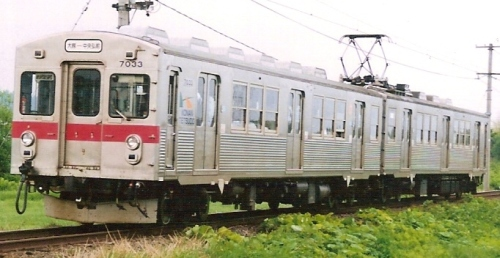
大鰐線7000系 （2001年撮影）
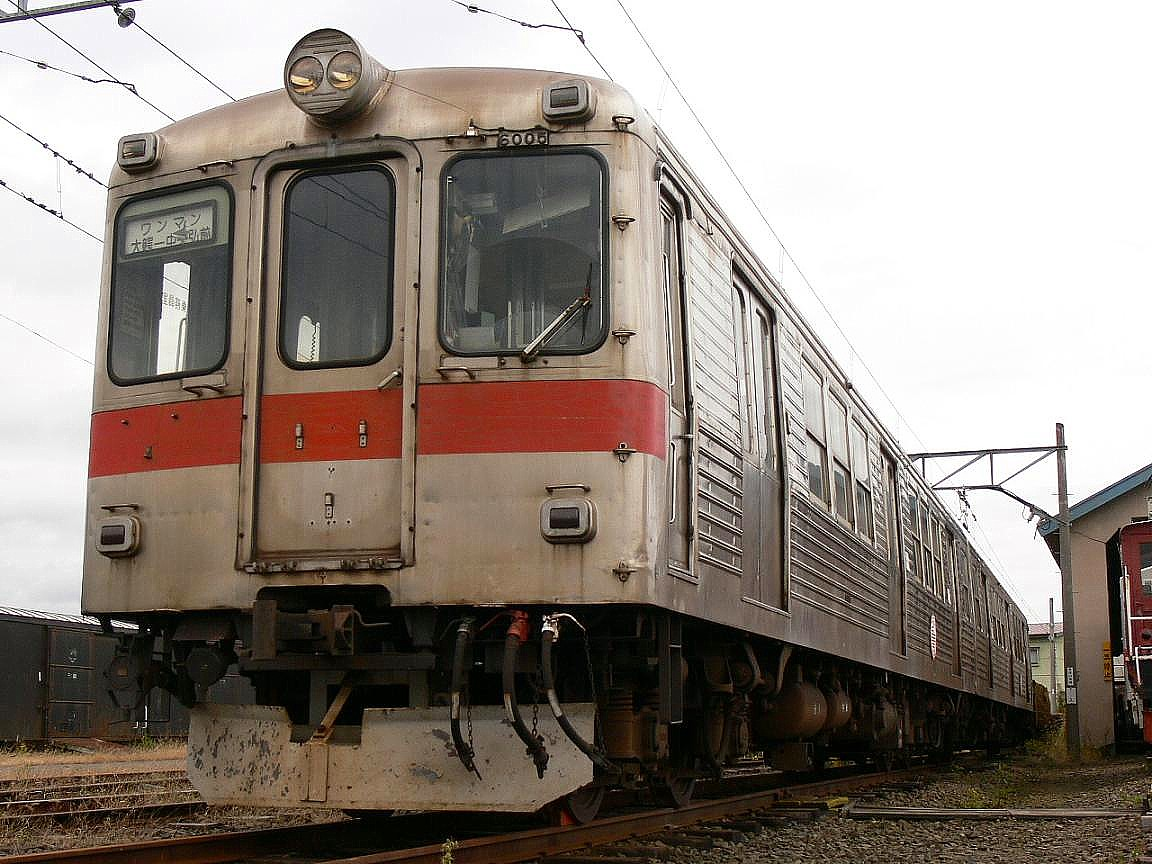
大鰐線6000系 （2006年撮影）

### 電気機関車
- ED33形ED33 3（弘南線） - 元武蔵野鉄道（→西武）デキカ10形13→11形13。1923年製造の機体で、2019年現在もラッセル車の動力などに利用中[23]。
- ED22形ED22 1（大鰐線） - 元信濃鉄道1形→国鉄ED22形ED22 1→西武1形1→近江鉄道ED22形ED22 1→一畑電気鉄道ED22形ED22 1。

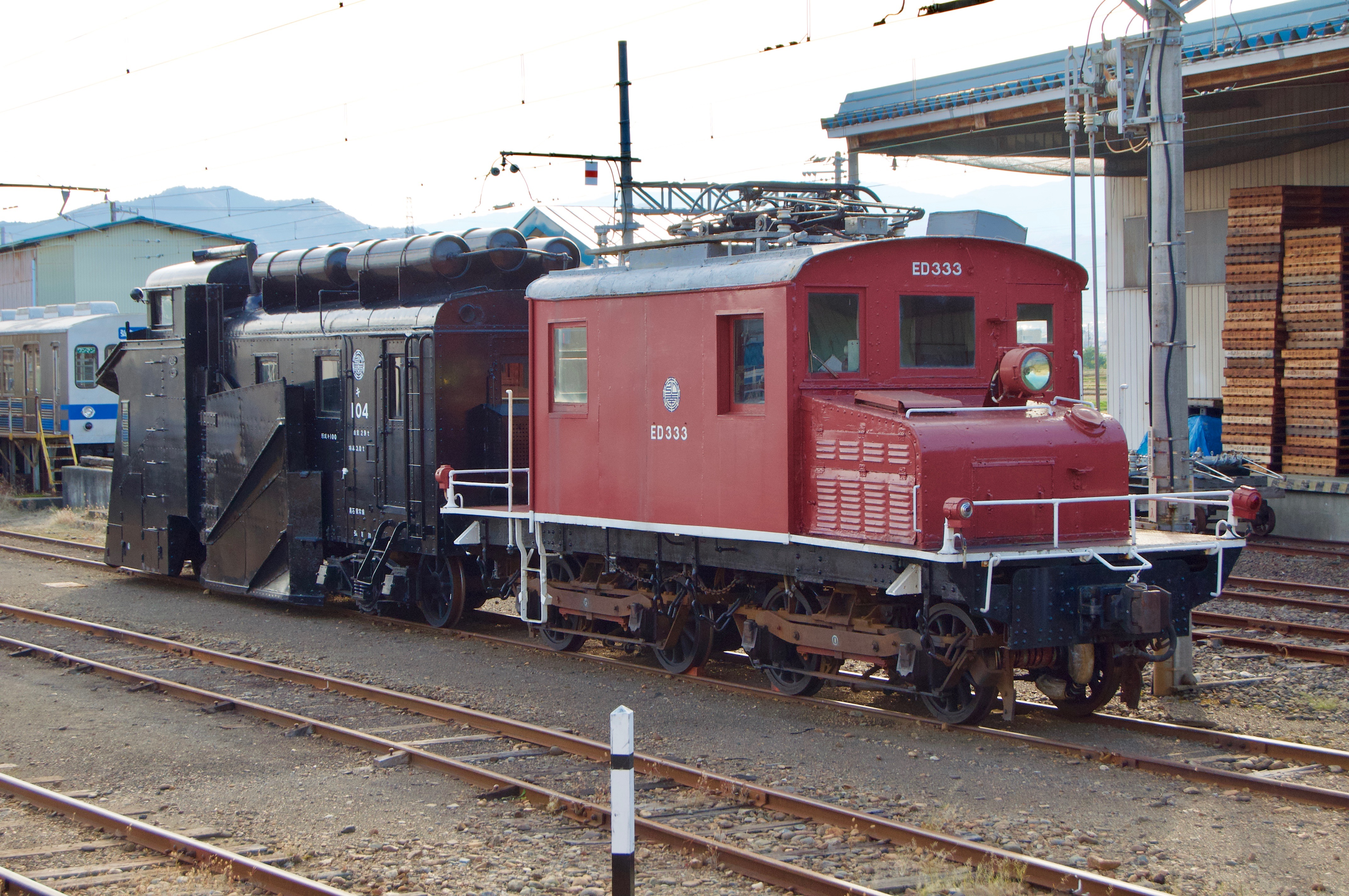
ラッセル車キ100形を連結して留置中のED33形 （2017年撮影）
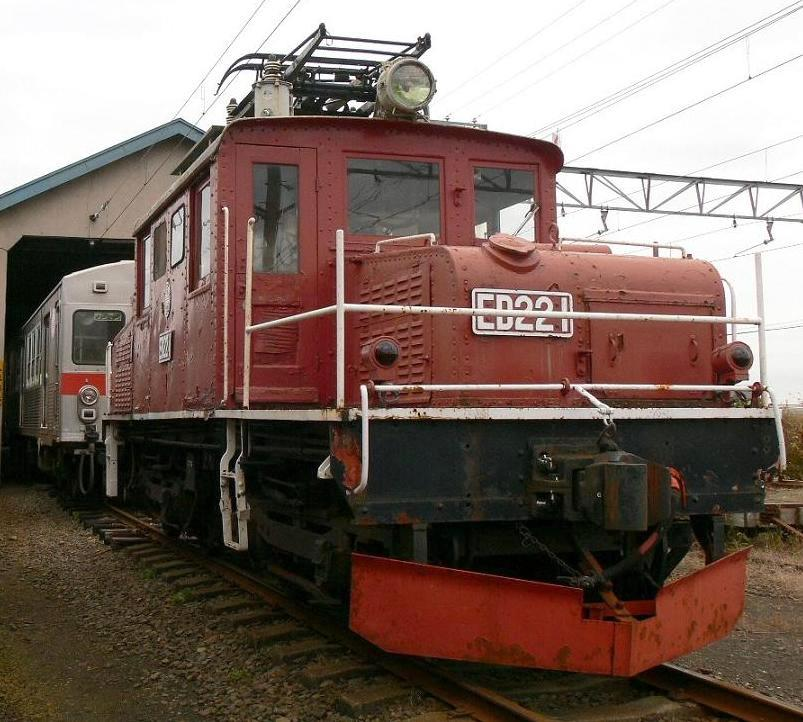
大鰐線ED22形 （2006年撮影）
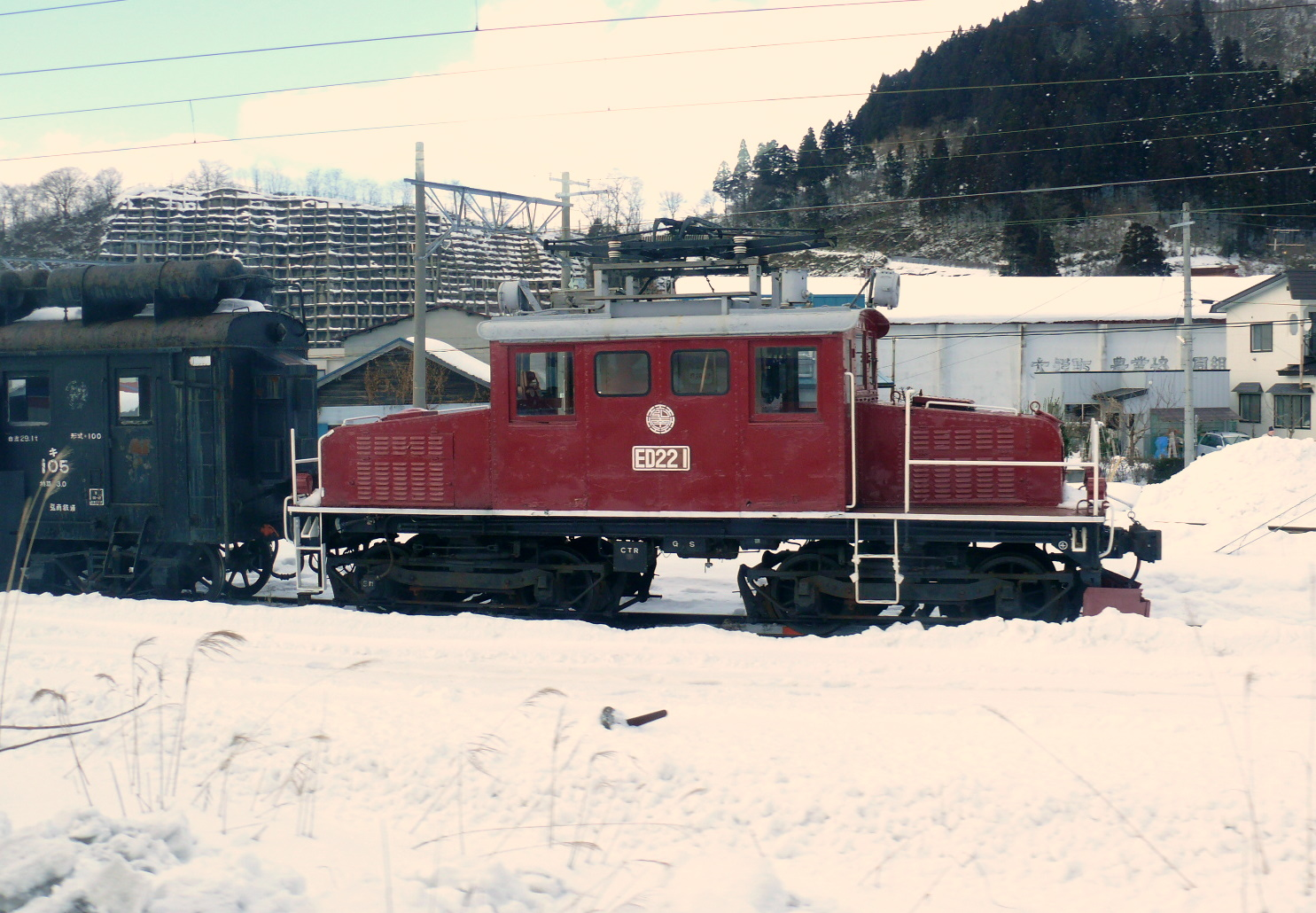
ラッセル車キ100形を連結して待機するED22形 （2008年撮影）

### 事業用貨車
鉄道統計年報によると、2017年3月31日現在、ホッパ車2両と特殊車2両が在籍する。
- キ100形（弘南線・大鰐線） - 除雪用ラッセル車。元国鉄キ100形
- ホキ800形（ホキ1245：弘南線、ホキ1246：大鰐線） - 元国鉄ホキ800形

### 過去の車両

#### 電車
- 6000系（大鰐線） - 元東急6000系。2014年に運用終了。
- 1521系（弘南線・大鰐線） - 元南海1521系
- 3600系（弘南線） - 元東急3600系
- モハ11形・クハ16形・サハ17形
  - モハ11形（弘南線→大鰐線） - 元国鉄モハ11形・西武クモハ311形
  - クハ16形（弘南線・大鰐線） - 元国鉄クハ16形・西武クハ1311形
  - サハ17形（弘南線） - 元国鉄サハ17形。後にクハ17形となる。
- クハ20形（弘南線） - 元阪和電気鉄道モヨ100形→国鉄モハ2200形→クモハ20形→松尾鉱業鉄道モハ20形
- モハ100形・クハ200形（大鰐線）
  - モハ105・108・クハ201 - 弘前電気鉄道#車両を参照。
  - モハ110 - 元総武鉄道モハ1000形（→東武）→上田丸子電鉄（→上田交通）モハ1000形→モハ5360形→モハ4260形
  - モハ111 - 元鶴見臨港鉄道モハ110形→国鉄モハ1500形→上田丸子電鉄（→上田交通）モハ4250形。後にクハ205となる。
- モハ2231形（弘南線→大鰐線） - 元西武モハ231形
- モハ2250形・クハ2250形（弘南線→大鰐線） - 元富士身延鉄道モハ100形・モハ11形→国鉄モハ93形→モハ1200形
- モハ3400形（弘南線→大鰐線） - 元東急3400形
- クハ1266形（弘南線→大鰐線） - 西武鉄道151系
- クハニ71形（弘南線→大鰐線） - 伊那電気鉄道サ400形 - 国鉄サハニ7900形
  - クハニ1281形（弘南線） - 富士身延鉄道クハニ310形 - 国鉄7210形
  - クハニ1283形（弘南線） - 富士身延鉄道クハユニ300形 - 国鉄クハニ7200形

#### 電気機関車
- ED30形（弘南線） - 元三井三池港務所（大牟田）

#### 気動車
- キハ22形（黒石線） - 元国鉄キハ22形
- キハ2100形（黒石線） - 元同和鉱業（→小坂製錬）キハ2100形

#### 貨車
- ト31形 - 西武鉄道ト231・232
- トム750形 - 国鉄トム7458
- ワフ510形（弘南線） - 元南海ワブ505・523
- キ4形（弘南線） - 国鉄ユキ15形ユキ26→国鉄キ1形キ4
- ト1形（弘南線）
- トム1500形（大鰐線） - 元西武トム1613

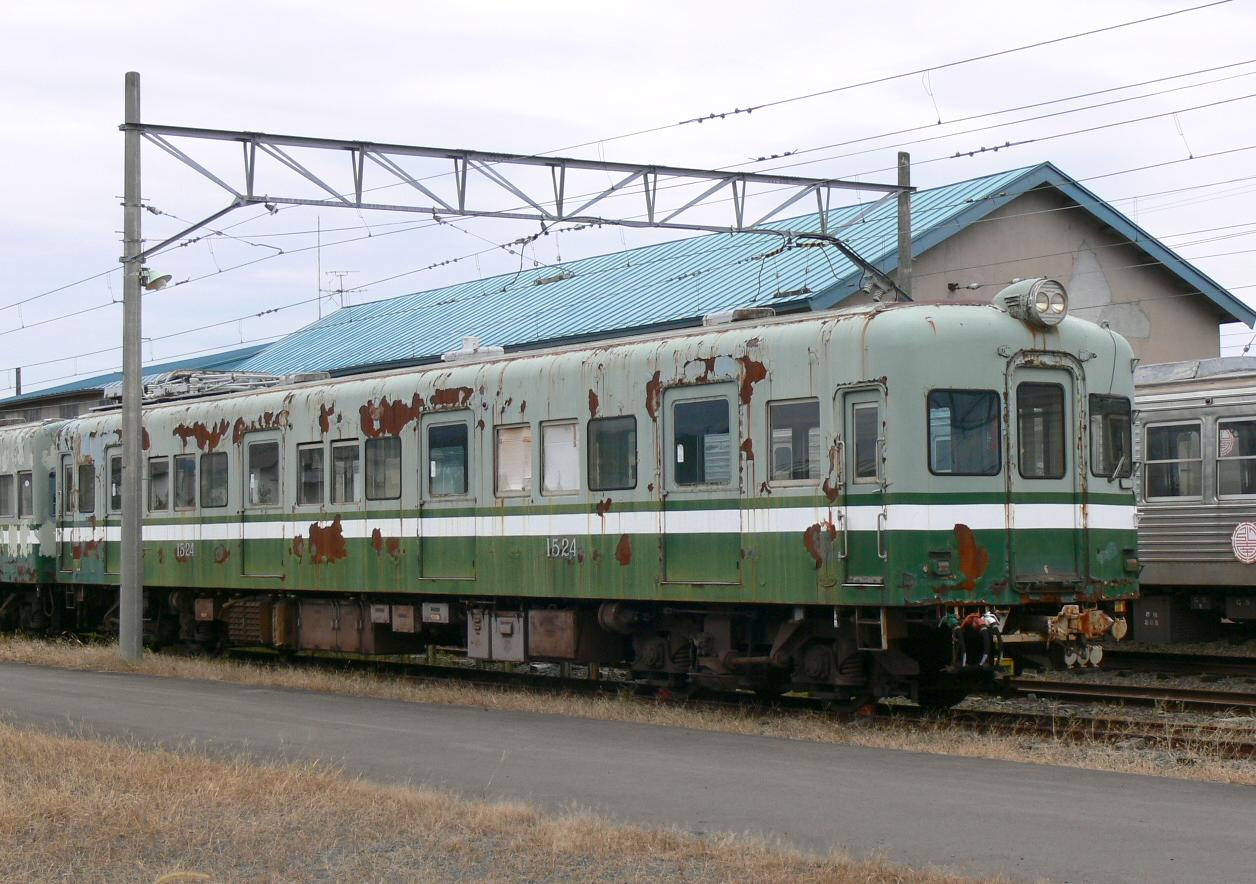
1521系電車 （2006年撮影）
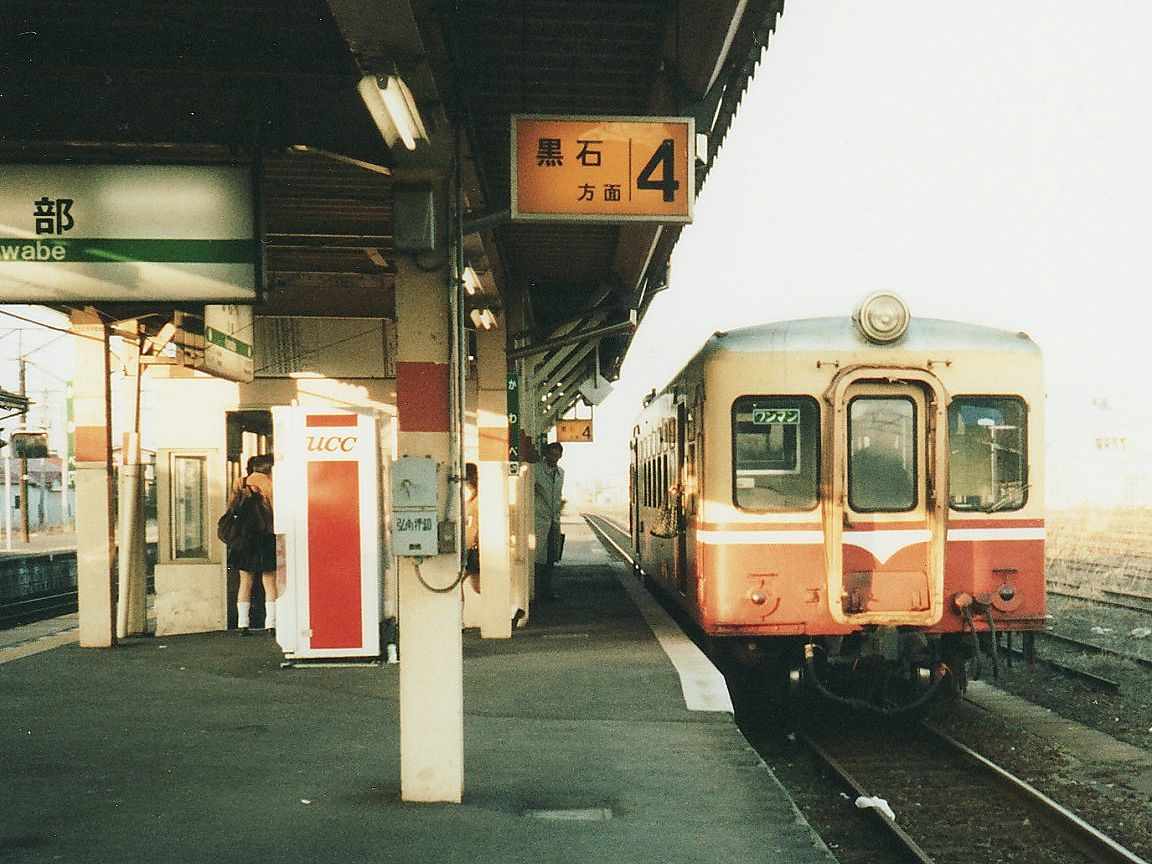
キハ2100形気動車 （1997年撮影）

## 運賃
大人普通旅客運賃（小児半額、10円未満は切り上げ）。2019年10月1日改定。
| キロ程        | 運賃（円） |
| ------------- | ---------- |
| 初乗り1 - 2km | 210        |
| 3             | 270        |
| 4             | 300        |
| 5             | 330        |
| 6             | 350        |
| 7             | 370        |
| 8             | 380        |
| 9             | 390        |
| 10            | 400        |
| 11            | 410        |
| 12            | 420        |
| 13            | 430        |
| 14            | 440        |
| 15            | 450        |
| 16            | 460        |
| 17            | 470        |

## 企画乗車券
さっパス
2009年から発売。
大鰐線中央弘前駅から大鰐駅間の往復乗車券と、大鰐駅前にある温泉施設「鰐come（わにかむ）」の入浴券がセットになったきっぷ。
発売額は1,000円。なお、200円分の「買物券」がついており、この「買物券」で「鰐come」の貸しタオルの利用もできる。
問い合わせ先および販売は、中央弘前駅・大鰐駅及び車内。
大黒様きっぷ
2010年5月1日から発売。
弘南鉄道全線が1日乗り放題の1日乗車券。
発売額は、大人1,000円・小人500円。
発売は、紙式タイプは弘南鉄道の有人駅。ジョルダンの「乗換案内」でモバイルチケットとしても発売。
きっぷの名称の「大黒」は、大鰐駅の大と黒石駅の黒から。
弘南線と大鰐線を乗り継ぐために利用するJR奥羽本線や弘南バスの運賃は別途必要。
トレジャーチケット（大鰐線のみ）
小学生から高校生までを対象とした乗車券。居住地は問わない。
発売額は、小学生は無料、中学生は100円、高校生は200円で、大鰐線が区間問わずこの金額で1乗車利用できる。
利用条件は、小学生は要保護者同伴、中高生は生徒手帳・学生証の提示が必要。だだし、新中学1年生と新高校1年生で、生徒手帳・学生証発行前の場合は、健康保険証など年齢を証明する公的書類の提示が必要。
詳しくは、チラシを参照。
弘南鉄道生活応援きっぷ「わにサポ」
弘南線・大鰐線を往復利用し、医療機関や協賛施設を利用すると、復路の運賃が100円となるきっぷ。なお、「わにサポ」は、電車下車時に、車内の運転席付近に設置の配布用ボックスから受け取る。
利用条件は、利用対象施設で、利用日の記入と日付入り領収印などを押してもらうことが条件。日付無しのものや個人印及び印無しのものは無効となる。
利用方法や対象施設など詳しくは、公式サイトを参照。なお、2024年10月時点で配布されている「わにサポ」のチラシや公式サイト内協賛店案内には、「開運堂」と「中三弘前店」の記載があるが、開運堂は2024年5月31日をもって、中三弘前店は2024年8月29日をもって、それぞれ閉店している。
弘南鉄道弘南線企画切符『わのパス Wano Pass』
弘南線全線が1日乗り放題の1日乗車券。
発売額は、大人1,100円・小人500円。
発売は、弘南線有人駅（弘前・弘前東高前・平賀・津軽尾上・黒石）。
本きっぷ提示で、沿線の協賛店で特典を受けられる。

### 過去に発売された企画乗車券
中学生応援切符
2015年12月5日から2016年3月27日まで中学生を対象に大鰐線を2往復4回分を半額で利用できるきっぷ。
利用可能日は、上記期間中の土日祝日と冬休み期間および大鰐線沿線の高校入学試験実施日と合格発表日。発売は利用予定日の1か月前から。
購入・利用時は、「生徒手帳」の提示・携帯が必要。

### 戦前の営業成績
| 年度別実績 | 年度別実績     | 年度別実績     | 年度別実績     | 年度別実績   | 年度別実績     | 年度別実績               | 年度別実績                   | 年度別実績     | 年度別実績       |
| 年度       | 輸送人員（人） | 貨物量（トン） | 営業収入（円） | 営業費（円） | 営業益金（円） | その他益金（円）         | その他損金（円）             | 支払利子（円） | 政府補助金（円） |
| ---------- | -------------- | -------------- | -------------- | ------------ | -------------- | ------------------------ | ---------------------------- | -------------- | ---------------- |
| 1927       | 100,202        | 4,132          | 25,051         | 17,907       | 7,144          |                          |                              | 9,015          |                  |
| 1928       | 344,911        | 16,573         | 82,592         | 48,298       | 34,294         | 運送砂利業3,045          |                              | 31,092         |                  |
| 1929       | 362,482        | 24,153         | 87,858         | 45,234       | 42,624         | 砂利採取運送業4,710      | 雑損その他2,834              | 27,252         |                  |
| 1930       | 335,355        | 31,191         | 84,128         | 45,591       | 38,537         | 運送砂利採取業3,904      | 雑損46                       | 26,835         |                  |
| 1931       | 266,047        | 27,283         | 64,751         | 36,128       | 28,623         | 運送砂利業1,262          |                              | 26,643         |                  |
| 1932       | 234,903        | 28,937         | 57,389         | 28,006       | 29,383         |                          | 雑損24 運送砂利自動車業2,594 | 27,980         |                  |
| 1933       | 244,605        | 20,753         | 54,020         | 34,069       | 19,951         |                          | 自動車運送砂利4,102          | 26,778         | 7,844            |
| 1934       | 257,110        | 19,343         | 55,794         | 37,621       | 18,173         |                          | 雑損償却金5,559 運送業16.295 | 24,053         | 33,869           |
| 1935       | 271,150        | 26,228         | 56,751         | 53,177       | 3,574          |                          | 運送業その他11,851 雑損4,353 | 19,521         | 39,216           |
| 1936       | 313,194        | 27,134         | 59,626         | 54,234       | 5,392          |                          | 自動車業砂利23,168 雑損3     | 17,026         | 41,138           |
| 1937       | 299,869        | 37,363         | 62,557         | 52,134       | 10,423         | 自動車業砂利その他21,268 |                              | 16,749         |                  |
| 1939       | 461,999        | 47,991         |                |              |                |                          |                              |                |                  |
| 1941       | 702,258        | 103,857        |                |              |                |                          |                              |                |                  |
| 1943       | 965,251        | 118,819        |                |              |                |                          |                              |                |                  |
| 1945       | 1,391,548      | 74,260         |                |              |                |                          |                              |                |                  |

- 鉄道統計資料、鉄道統計、国有鉄道陸運統計各年度版

## その他
- 弘南鉄道の委託駅員の勤務時間は8時間となっている。ただし、柏農高校前駅では7:32 - 8:15の約45分間のみ。
- 東京急行電鉄（現在の東急・東急電鉄）から購入した車両のつり革には、「渋谷東急百貨店（渋谷109）」や「東横のれん街」のロゴがそのまま残っている。
- 国鉄からの特定地方交通線引き受けでは黒石線のほか、1984年に矢島線（現・由利高原鉄道鳥海山ろく線）の引き受けを表明したことがある。矢島線の沿線自治体ではバス転換の方向に傾きつつあったが、弘南鉄道が引き受けを表明したことで一転して地元主体での鉄道存続に方針を変えることとなった。
- 2023年3月11日から、「弘南鉄道応援プロジェクト」として、沿線にある高校[注 3]・企業とコラボした商品が発売される。なお、発売商品や発売箇所については、脚注にある弘南鉄道ホームページを参照[35]。